# Gyda Anundsdotter Švédská
Gyda Anundsdotter Švédská († asi 1048/1049), známá také jako Guda a Gunhild byla dánská královna, manželka Svena II.

## Život
O Gydě existuje jen málo informací. Byla dcerou švédského krále Jakoba Anunda a snad jeho manželky Gunnhildr Sveinsdóttir. Některé zdroje však uvádějí, že Jakob s manželkou neměl žádné potomky, takže je možné, že byla dcerou Anunda a jiné ženy.
V roce 1047 nebo 1048 vdala za dánského krále Svena. Je možné, že ke svatbě došlo, když Sven žil v exilu u švédského dvora, ale potvrzeno to není. Asi po roce manželství Gyda zemřela. Příčina její smrti není známá, ale podle legend ji otrávila milenka jejího manžela Thora. Není jisté, jestli některé ze Svenových děti bylo také potomkem Gydy.
Po smrti jejího otce v roce 1050 se Sven oženil s její matkou nebo nevlastní matkou Gunnhildr Sveinsdóttir, ale toto manželství bylo brzy rozděleno zásahem církve. Důvodem k rozluce mohlo být jejich pokrevní příbuzenství nebo to, že Sven byl ženatý s její dcerou.
Gyda bývala často zaměňována se Svenovou druhou manželkou, důvodem bylo jak jejich manželství se stejným mužem, tak podobnost jmen. Obě byly nazývány Gunhild, Guda či Gyda.